# FBT (Sportausrüstung)
Football Thai Factory Sportartikel Co., Ltd oder auch als FBT bekannt ist ein thailändischer Sportartikelhersteller mit Sitz in Bangkok, Thailand. FBT exportiert in über 40 Länder weltweit.

## Marken
- FBT

## Sponsorenaktivitäten

### Fußball

#### Nationalmannschaften
| Land       | von – bis                        | Verband                          |
| ---------- | -------------------------------- | -------------------------------- |
| Thailand   | 1992 – 1995 / 1997 – 2007        | Football Association of Thailand |
| Myanmar    | 1994 / 2007 – 2008 / 2015 – 2018 | Myanmar Football Federation      |
| Bhutan     | 2002 / 2009 / 2016 –             | Bhutan Football Federation       |
| Laos       | 2009 –                           | Fédération Lao de Football       |
| Sri Lanka  | 2006 / 2011 – 2012               | Football Federation of Sri Lanka |
| Kambodscha | 2010 –                           | Football Federation of Cambodia  |
| Tonga      | 2014 –                           | Tonga Football Association       |

#### Vereinsmannschaften

##### Asien

###### Thailand
| Mannschaft              | Liga                | von – bis   |
| ----------------------- | ------------------- | ----------- |
| Police Tero FC          | Thai League 2       | 2011 –      |
| Songkhla United FC      | Thai League 3       |             |
| Phichit FC              | Thai League 3       |             |
| Krabi FC                | Thai League 3       |             |
| Sisaket FC              | Thai League 2       | 2011 – 2012 |
| Navy FC                 | Thai League 2       | 2013 – 2014 |
| Rayong FC               | Thai League 2       | 2012 / 2014 |
| JL Chiangmai United FC  | Thai League 2       | 2017 – 2018 |
| Bangkok United          | Thai League         | 2010        |
| Muangthong United       | Thai League         | 2013        |
| Chonburi FC             | Thai League         | 2011        |
| Port FC                 | Thai League         | 2012        |
| Bangkok FC              | Thai League 3       | 2018        |
| Assumption United       | Thai Amateur League | 2018        |
| Sakeo FC                | Thai League 4       | 2018        |
| Nakhon Nayok FC         | Thai League 4       | 2018        |
| Surat Thani City FC     | Thai League 4       | 2018        |
| Phayao FC               | Thai League 4       | 2018        |
| Chamchuri United        | Thai League 4       | 2018        |
| PTU Pathum Thani FC     | Thai League 4       | 2018        |
| Banbueng Phuket City FC | Thai League 3       | 2017        |
| JL Chiangmai United FC  | Thai League 3       | 2018        |
| Muangkan United FC      | Thai League 3       | 2018        |
| Chiangrai United        | Thai League         | 2019        |

###### Myanmar
| Mannschaft            | Liga                    | von – bis   |
| --------------------- | ----------------------- | ----------- |
| Yangon United FC      | Myanmar National League | 2018 – 2020 |
| Kanbawza FC           | Myanmar National League | 2009 – 2016 |
| Ayeyawady United FC   | Myanmar National League | 2010 – 2015 |
| Hanthawaddy United FC | Myanmar National League | 2009 –      |
| Yadanarbon FC         | Myanmar National League | 2010 –      |

###### Kambodscha
| Mannschaft           | Liga             |
| -------------------- | ---------------- |
| Boeung Ket Angkor FC | Cambodian League |
| Nagaworld FC         | Cambodian League |
| Svay Rieng FC        | Cambodian League |

###### Malediven
| Mannschaft  | Liga                   |
| ----------- | ---------------------- |
| Club Eagles | Dhivehi Premier League |

###### Malaysia
| Mannschaft   | Liga                  |
| ------------ | --------------------- |
| Felda United | Malaysia Super League |

##### Europa

###### England
| Mannschaft        | Liga                |
| ----------------- | ------------------- |
| Doncaster Rovers  | Football League One |
| Scunthorpe United | Football League One |
| Crewe Alexandra   | Football League Two |
| Newport County    | Football League Two |

###### Schottland
| Mannschaft    | Liga                 |
| ------------- | -------------------- |
| Livingston FC | Scottish Premiership |

###### Wales
| Mannschaft | Liga           | von – bis   |
| ---------- | -------------- | ----------- |
| Rhyl FC    | Cymru Alliance | 2012 – 2014 |

### Boxen
- Yokthai Sithoar
- Yodsanan Sor Nanthachai

### Verbände
- Athletic Association of Thailand
- The Petanque Association of Thailand
- Thai Rugby Union
- Thailand Karate Federation
- Taekwondo Association of Thailand
- Thai Cycling Association under the Royal Patronage of H.M.
- Amateur Muaythai Association of Thailand unter the Royal Patronage of H.M.
- Thailand Boxing Association
- World Muaythai Council unter the Royal Patronage of H.M. THE KING
- National Archery Association of Thailand
- Sports Association for the disabled of Thailand – A Division of the Paralympic Committee of Thailand
- Cerebral Palsy Sports Association of Thailand – A Division of the Paralympic Committee of Thailand
- Sports Association for the blind of Thailand – A Division of the Paralympic Committee of Thailand
- Sports Association for the intellectual Disability of Thailand – A Division ot the Paralympic Committee of Thailand
- Royal Aeronautic Sports Association of Thailand (RASAT)
- Footvolley Association of Thailand (FVAT)
- Thailand Squash Rackets Association (TSRA)
- Thailand Bodybuilding and Physique Sports Association
- The Rowing and Canoeing Association of Thailand (RCAT)
- The Lawn Tennis Association of Thailand under his Majesty’s Patronage
- The Senior Football Association

### Sportevents
- การแข่งขัน SEA GAMES ครั้งที่ 29 เมืองกัวลาลัมเปอร์ ประเทศมาเลเซีย (Sea Games 2017 / Kuala Lumpur)
- การแข่งขัน ASEAN PARA GAMES ครั้งที่ 8 เมืองกัวลาลัมเปอร์ ประเทศมาเลเซีย (Asean Para Games 2017 / Kuala Lumpur)
- การแข่งขัน ASIAN BEACH GMES DA NANG VIETNAM ครั้งที่ 5 ประเทศเวียดนาม (Asian Beach Games 2016 / Da Nang / Vietnam)
- การแข่งขัน DEAF FUTSAL WORLD CUP BANGKOK ประเทศไทย (Deaf Futsal World Cup 2015 / Bangkok)
- การแข่งขัน SEA GAMES ครั้งที่ 28 ประเทศสิงคโปร์ (28. Sea Games / Singapur)
- การแข่งขัน ASEAN PARA GAMES ครั้งที่ 8 ประเทศสิงคโปร์ (8. Asean Para Games 2015 / Singapur)
- การแข่งขัน PARALYMPIC GAMES ครั้งที่ 14 ประเทศอังกฤษ (Paralympic Games / London)
- การแข่งขัน PARALYMPIC GAMES ครั้งที่ 15 ประเทศบราซิล (Paralympic Games 2016 / Rio de Janeiro)
- การแข่งขัน ASEAN PARA GAMES ครั้งที่ 7 ประเทศพม่า (27. Sea Games 2013 / Myanmar)
- การแข่งขัน PARALYMPIC GAMES ครั้งที่ 5 ประเทศมาเลเซีย (5. Asean Para Games 2009 / Kuala Lumpur)
- การแข่งขัน PARALYMPIC GAMES ครั้งที่ 6 ประเทศอินโดนีเซีย (6. Asean Para Games 2011 / Indonesien)